# Беїла
Беїла (рум. Băila) — село у повіті Арджеш в Румунії. Входить до складу комуни Леордень.
Село розташоване на відстані 86 км на північний захід від Бухареста, 22 км на схід від Пітешть, 117 км на північний схід від Крайови, 101 км на південь від Брашова.

## Населення
За даними перепису населення 2002 року у селі проживала 331 особа, усі — румуни. Усі жителі села рідною мовою назвали румунську.